# Petalocephala taihorensis
Petalocephala taihorensis är en insektsart som beskrevs av Heinrich Christian Friedrich Schumacher 1915. Petalocephala taihorensis ingår i släktet Petalocephala och familjen dvärgstritar. Inga underarter finns listade i Catalogue of Life.